# Фалько, Теа
Теа Фалько (род. 11 августа 1986 г.) — итальянская киноактриса и фотограф. Фалько родилась в Катании, Сицилия.
Среди её работ фильмы «Я и ты», «Sotto una buona stella» и телешоу «Молодой Монтальбано».
С 2000 года она начала выставлять свои фотографии в Сицилии. С 2010 года в Музее современного искусства в Лос-Анджелесе представлен её проект под названием «Я стена», который состоит из 7 фотографий и двух видео. Её фотоработы были отмечены рядом наград в области искусства фотографии, в том числе — приза Art in Quart в октябре 2010 года и премии Базилио Кашелла (Basilio Cascella) в мае 2011 года.